# Grez-en-Bouère
Grez-en-Bouère település Franciaországban, Mayenne megyében. Lakosainak száma 977 fő (2022. január 1.). Grez-en-Bouère Bouère, Saint-Charles-la-Forêt, Gennes-Longuefuye és Bierné-les-Villages községekkel határos.

## Népesség
A település népességének változása:
| Lakosok száma | 1093 | 976  | 887  | 996  | 1004 | 1017 | 1011 | 997  | 990  | 977  |
|               | 1968 | 1982 | 1990 | 2006 | 2013 | 2015 | 2017 | 2019 | 2020 | 2022 |